# بشملة مستطيلة
بشملة مستطيلة (الاسم العلمي:Eriobotrya oblonga) هي نوع غير مؤكد من النباتات تتبع جنس البشملة من الفصيلة الوردية. تم وصف هذا النوع من النبات علمياً لأول مرة من قبل دافيد ناتانيل ديتريش سنة 1842.